# Achryson peracchii
Achryson peracchii es una especie de escarabajo longicornio de la subfamilia Cerambycinae, tribu Achrysonini. Fue descrita científicamente por Martins en 1976.
Se distribuye por Brasil. Mide aproximadamente 5-9 milímetros de longitud. El período de vuelo de esta especie ocurre en los meses de octubre, noviembre y diciembre.